# Kaspar i Nudådalen
Kaspar i Nudådalen var SVT:s julkalender 2001. Den bygger på böckerna av Mikael Engström.

## Handling
Den utspelade sig i en liten by i norra Sverige som hette Nudådalen och handlade om 8-årige Kaspar (Axel Zuber) som bor i ett litet hus med sin morfar (Per Oscarsson). Kaspar är en filosoferande liten pojke, som grunnar på både stort och smått. Kaspar leker med sin bästa vän Lisa på dagarna eftersom en lavin har lagt sig över vägen till skolan. När lavinen har röjts, har skolan istället drabbats av en vattenskada vilket ger Kaspar och Lisa jullov resten av december.
Johan Ulveson var med och spelade lanthandlaren Atom-Ragnar, ägare till byns enda livsmedelsaffär. Berättare var Shanti Roney. En del av serien handlade om Kaspars och morfars hus, om byns rikaste man Åhman (Leif Andrée) som ville riva huset för att bygga ett hotell där. Morfar har slarvat bort köpekontraktet för huset som bevisar att inte Åhman äger huset. Kaspar och morfar måste hitta köpekontraktet annars måste de flytta efter jul. Men även andra saker händer i den lilla byn, bl.a. vinner morfar och Kaspar en motorsåg genom att fånga den största gäddan i Atom-Ragnars tävling. Kaspar måste även hålla i gång "Gruddes" evighetsmaskin så att inte tiden ska ta slut. Senare tar Kaspar hand om en vargunge som kallades Fenris. Inför jul kommer morfars syster Karin (Harriet Andersson) på besök och ingenting blir sig likt hemma hos morfar och Kaspar.
Lucköppningen stod barnprogrammet Bolibompa för, med datoranimerad lucköppning.
Nudådalen heter egentligen Ängersjö och ligger i Hälsingland.

## Medverkande
- Shanti Roney – berättare
- Axel Zuber – Kaspar Lindgren
- Per Oscarsson – Albert Nilsson, Kaspars morfar
- Johan Ulveson – Atom-Ragnar
- Leif Andrée – Åke Åhman
- Christine Floderer – Agneta Åhman
- Liselotte Bramstång – Lisa
- Lena Nilsson – Mia, Lisas mor
- Douglas Johansson – Sven, Lisas far
- Harriet Andersson – Karin, Alberts syster
- Mikael Riesebeck – Greger
- Gunnel Lindblom – Isabell
- Gunilla Abrahamsson – Birgitta Grudd
- Mats Flink – polis
- Anna Pettersson – Kajsa Ivarsson
- Sven Wollter – Perols Erik

## Papperskalender
Kalendern ritades av Jens Ahlbom och visar Nudådalen i vintermiljö, med några hus och en kyrka.

## Repriser
Serien repriserades något omredigerad i Barnkanalen under perioden 23 december 2009–7 januari 2010.

## Video
Serien utkom 2002 på DVD.

## Datorspel
I samband med julkalendern utkom också ett datorspel med samma namn baserad på julkalendern utvecklat av Young Genius, Vision Park och Upside Studios och distribuerat av Pan Vision. Per Oscarsson och Johan Ulveson repriserar sina roller som morfar och Atom-Ragnar.